# 糸魚川カントリークラブ
糸魚川カントリークラブ（いといがわカントリークラブ）は、新潟県糸魚川市にあるのゴルフ場。奴奈川観光開発株式会社（1987年3月設立）の経営。
新潟県出身のプロゴルファー金井清一監修で設計されたゴルフ場で、オープン時は模範プレーも行われた。

## コース情報
- 開場日　1990年7月24日（1988年に着工）[1]。
- コース　H18[1]、PAR72[2]
  - OUT　バックティ3,330Y、レギュラティ3,131Y
  - IN　バックティ3,219Y、レギュラティ3,053Y

南に北アルプスや頚城アルプス、北に日本海を展望できる場所に立地している。

## 関連施設
美山ゴルフ倶楽部
新潟県糸魚川市大野48-1に所在するゴルフ練習場。1990年10月に開設。

## その他
2004年1月20日には、運営会社の奴奈川観光開発が新潟地方裁判所高田支部へ民事再生法を申請し、同日保全命令を受けた。